# Rattus tunneyi
Espèce
Statut de conservation UICN

 LC  : Préoccupation mineure
Rattus tunneyi est une espèce de rongeur nocturne endémique d'Australie. On le trouvait autrefois dans pratiquement toute l'Australie, mais son aire de répartition se limite aux prairies d'herbes hautes du nord du pays.
Ce rat est jaune-brun, avec le dessous du corps gris ou crème. Il se nourrit de tiges, de graines et de racines pendant la nuit, et reste la journée dans des trous creusés dans du sol meuble. Avec l'introduction de bétail en Australie, son habitat a été fortement altéré par la compaction des sols. Les chats sauvages causent également de grands dégâts dans ses populations.

## Liste des sous-espèces
Selon NCBI (31 juillet 2013) :
- sous-espèce Rattus tunneyi culmorum
- sous-espèce Rattus tunneyi tunneyi